# Europride 2007
Europride 2007 fue la decimosexta edición del evento Europride creado por la Asociación Europea de Organizadores del Orgullo (European Pride Organisers Association -EPOA-, en inglés). Esta edición se celebró en Madrid (que tomó el relevo de Londres), y fue organizada por la Asociación de Empresas y Profesionales para Gays y Lesbianas de Madrid y su comunidad (AEGAL), que aglutina a la mayoría de los negocios del Barrio de Chueca. Se esperaba una asistencia de más de 2,5 millones de personas durante los diez días que durará el festival (22 de junio al 1 de julio de 2007). La primera edición de la marcha europea "10 Kilómetros de Orgullo" se celebró en el marco de los Juegos del Sol 2007 el sábado 30 de junio de 2007, partiendo desde la Plaza de España y finalizando en la Casa de Campo de Madrid. Ese mismo día tuvo lugar la Manifestación del Orgullo 07, desde la Puerta de Alcalá hasta la Plaza de España, bajo el lema Ahora Europa. La igualdad es posible. En la marcha participaron 100 organizaciones y 40 carrozas.

## Candidatura
En septiembre de 2005, la candidatura presentada de manera conjunta por AEGAL, COGAM y la organización FELGT fue aceptada por unanimidad en la conferencia anual de la Asociación Europea de Organizadores del Orgullo (EPOA, en inglés).
Ciertos grupos se opusieron a la elección de Madrid como sede y denunciaron el apoyo de las instituciones a lo que entienden como "reconocimiento de los lobbys-rosa a la gestión que ha hecho de España uno de los escasos países del mundo en los que se autoriza el matrimonio civil entre personas del mismo sexo; sin obviar la utilización del encuentro como nueva medida de presión para nuevas concesiones y de justificación de las mismas".

### Apoyo institucional
El Ayuntamiento de Madrid contribuye este año (2007) con 83.000 euros, que se suman a los 24.000 euros que aporta el Ministerio de Cultura.

## La marcha

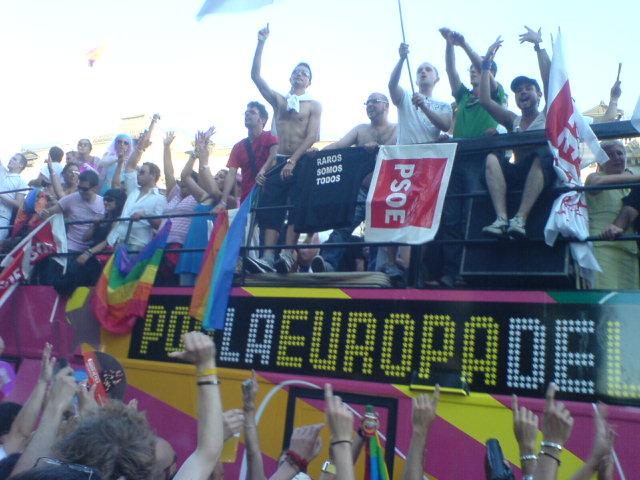
Carroza durante la marcha del orgullo gay.

Una masiva y festiva marcha (FELGT y COGAM cifraron en más de un millón y medio de personas el número de participantes) recorrió las calles del centro de Madrid el sábado 30 de junio de 2007, reivindicando que aún queda mucho por hacer tanto en España como en el resto de Europa. Acudieron a la misma diversas personalidades políticas y sindicales, como la ministra de Cultura, Carmen Calvo; el coordinador general de IU, Gaspar Llamazares; la portavoz de UPyD Rosa Díez, los secretarios generales de UGT y CC OO, Cándido Méndez y José María Fidalgo; el secretario de Movimientos Sociales del PSOE, Pedro Zerolo, y la portavoz de IU en la Asamblea de Madrid, Inés Sabanés. También lideraron la marcha el presidente de la FELGT, Antonio Poveda, y la presidenta del COGAM, Miriam Navas. En el manifiesto leído por la FELGT, se recordó que desde que se celebró la primera manifestación del Orgullo (hace treinta años en Barcelona), se ha logrado un "reconocimiento social y legal" que entonces parecía "casi imposible", pero "queda mucho por hacer" contra la discriminación y la homofobia. Tras esta lectura, actuaron en el escenario de la Plaza de España Diosa y Malizzia, Hanna, Marta Sánchez, Innocence, Locomía, Harem, Nubetia y La Terremoto de Alcorcón.